# Gil McDougald
Gilbert James McDougald (19 de maio de 1928 –- 28 de novembro de 2010) foi um jogador de beisebol norte-americano.